# Hur härlig, Gud, din sol uppgår
Hur härlig, Gud, din sol uppgår är en psalm av Erik Gustav Geijer från 1812. Melodin är komponerad av Burkhard Waldis 1553 (Herr, neyg dein Ohren gnädiglich) och återfinns i 1695 års psalmbok som nr 79 O Herre Gudh af Himmelrijk/ Wår tilflyckt ästu ewinnerlig.
Psalmen inleds 1819 med orden:
Hur härlig Gud, din sol uppgår
Allt av din nåd sig fröjda får 

## Publicerad i
- 1819 års psalmbok som nr 321 under rubriken "På sabbatens morgon".
- 1937 års psalmbok som nr 203 under rubriken "På söndagens morgon".